# 브리 태너
브리 태너(The Short Second Life of Bree Tanner)은 스테프니 메이어의 연작 소설 트와일라잇의 외전 소설이다. 이클립스의 등장인물 브리(Bree)의 이야기를 보여주고 있다.